# México en los Juegos Olímpicos de Pekín 2008
México estuvo representado en los Juegos Olímpicos de Pekín 2008 por un total de 85 deportistas (43 hombres y 42 mujeres); los cuales compitieron en 23 deportes. La gran ausente fue la atleta Ana Gabriela Guevara, debido a conflictos con el presidente de la Federación Mexicana de Atletismo, Mariano Lara Tijerina.  La abanderada durante la ceremonia de apertura fue la atleta Paola Espinosa.
 La delegación mexicana ganó 4 medallas, 2 de oro y 2 de bronce; lo cual lo posicionaron en el lugar 36 del medallero.
La primera medalla la obtuvieron Paola Espinosa y Tatiana Ortiz el 12 de agosto de 2008, en la prueba de clavados sincronizados en plataforma de 10 metros. La segunda medalla la obtuvo Guillermo Pérez Sandoval, terminando con una sequía de casi 8 años sin obtener medalla de oro (la última había sido de Soraya Jiménez en halterofilia mujeres -de 58 kg en los Juegos Olímpicos de Sídney 2000).
Así mismo, terminó la racha de más de 24 años sin medalla áurea para un deportista varón mexicano (el último había sido Raúl González en caminata 50 km en Los Ángeles 1984). Tres días después, el 23 de agosto, María del Rosario Espinoza le dio a México su tercera medalla, proclamándose campeona de taekwondo en la modalidad de +67 kilogramos.
Gracias a las 2 preseas de oro, México rompió una racha de más de 24 años sin obtener 2 medallas de oro, ya que la última vez fue en los Juegos Olímpicos de Los Ángeles 1984. Por lo cual, la actuación de la delegación mexicana ha sido calificada como satisfactoria. El 24 de agosto fueron clausurados oficialmente los  XXIX Juegos Olímpicos, en tal ceremonia la abanderada de la delegación fue la clavadista Tatiana Ortiz, debido a que Paola Espinosa presentaba malestares físicos.

## Cuadro de medallas
El equipo que representó a México en Pekín 2008 obtuvo 4 medallas, 2 de oro y 2 de bronce:
| Medalla           | Nombre                       | Deporte      | Evento                               |
| ----------------- | ---------------------------- | ------------ | ------------------------------------ |
| Medalla de oro    | Guillermo Pérez Sandoval     | Taekwondo    | Hombres -58 kg                       |
| Medalla de oro    | María del Rosario Espinoza   | Taekwondo    | Mujeres +67                          |
| Medalla de bronce | Paola Espinosa Tatiana Ortiz | Clavados     | Mujeres Plataforma 10 m sincronizado |
| Medalla de bronce | Damaris Aguirre              | Halterofilia | Mujeres Categoría de 75 kg           |

## Participantes por deporte
México estuvo presente en 14 de los 28 deportes (35 disciplinas) que el COI reconoció en los Juegos Olímpicos de Verano.
| n.º | Deporte               | Hombres | Mujeres | TOTAL |
| --- | --------------------- | ------- | ------- | ----- |
| 1   | Atletismo             | 14      | 11      | 25    |
| 2   | Bádminton             | 0       | 1       | 1     |
| 3   | Baloncesto            | 0       | 0       | 0     |
| 4   | Balonmano             | 0       | 0       | 0     |
| 5   | Béisbol               | 0       | 0       | 0     |
| 6   | Boxeo                 | 3       | 0       | 3     |
| 7   | Ciclismo en ruta      | 1       | 1       | 2     |
| 7   | Ciclismo en pista     | 0       | 0       | 0     |
| 7   | Ciclismo de montaña   | 0       | 0       | 0     |
| 7   | Ciclismo BMX          | 0       | 0       | 0     |
| 8   | Esgrima               | 0       | 1       | 1     |
| 9   | Fútbol                | 0       | 0       | 0     |
| 10  | Gimnasia artística    | 0       | 1       | 1     |
| 10  | Gimnasia rítmica      | 0       | 0       | 0     |
| 10  | Gimnasia en trampolín | 0       | 0       | 0     |
| 11  | Halterofilia          | 0       | 2       | 2     |
| 12  | Hípica                | 4       | 1       | 5     |
| 13  | Hockey                | 0       | 0       | 0     |
| 14  | Judo                  | 1       | 1       | 2     |
| 15  | Lucha                 | 1       | 0       | 1     |
| 16  | Clavados              | 3       | 4       | 7     |
| 16  | Natación              | 2       | 4       | 6     |
| 16  | Natación sincronizada | 0       | 2       | 2     |
| 16  | Saltos                | 3       | 4       | 7     |
| 16  | Waterpolo             | 0       | 0       | 0     |
| 17  | Pentatlón moderno     | 1       | 1       | 2     |
| 18  | Piragüismo            | 3       | 0       | 3     |
| 19  | Remo                  | 1       | 2       | 3     |
| 20  | Sóftbol               | 0       | 0       | 0     |
| 21  | Taekwondo             | 2       | 1       | 3     |
| 22  | Tenis                 | 0       | 0       | 0     |
| 23  | Tenis de mesa         | 0       | 1       | 1     |
| 24  | Tiro                  | 3       | 1       | 7     |
| 25  | Tiro con arco         | 2       | 2       | 4     |
| 26  | Triatlón              | 1       | 1       | 2     |
| 27  | Vela                  | 1       | 2       | 3     |
| 28  | Voleibol              | 0       | 0       | 0     |
| 28  | Voleibol playero      | 0       | 2       | 2     |
|     | TOTAL                 | 43      | 42      | 85    |

## Relación de deportistas

### Atletismo
| Hombres - 1500 m - Juan Luis Barrios (No empezó) - 5000 m - Juan Luis Barrios 13:19.79 (7.º) - José David Galván(No empezó) - 10 000 m - José David Galván (No terminó) - Alejandro Suárez Velázquez 29:24.78 (35.º) - Juan Carlos Romero 28:26.57 (29.º) - Maratón - Carlos Cordero Gómez 2:18:40 (32.º) - Procopio Franco Hernández 2:23:24 (47.º) - Francisco Bautista Cuamatzi 2:29:28(66.º) - Salto de altura - Gerardo Eugenio Martínez 2.15 m (33.º) - Salto con garrocha - Giovanni Alessandro Lanaro 5.45 m (25.º) - 20 km caminata - Heraclio Eder Sánchez 1:21:53 (15.º) - David Mejía Hernández 1:26:45 (36.º) - 50 km caminata - Horacio Nava 3:45:21 (6.º) - Mario Iván Flores 3:58:04 (23.º) - Jesús Sánchez González 3:53:58 (18.º) | Mujeres - 400 m - Gabriela Elizabeth Medina 51.97 (23.º) - 4 × 400 m relevo - Gabriela Elizabeth Medina - Zudikey Rodríguez Núñez - Nallely Vela Rascón - Ruth del Carmen Grajeda - María Teresa Rugerio - Karla Dueñas - Eliminadas en preliminares: 3:30.36 (14.º) - 10 000 m - Dulce María Rodríguez 32:58.04 (27.º) - Maratón - Madaí Pérez Carrillo 2:31:47 (19.º) - Patricia Rétiz Gutiérrez 2:39:34 (55.º) - Karina Pérez Delgado 2:47:02 (61.º) - Salto - María Romary Rifka Sin marca |

### Bádminton
Mujeres
| Atleta          | Evento  | Round 64                       | Round 32               | Round 16               | Cuartos de final       | Semifinal              | Final                  | Final     |
| Atleta          | Evento  | Contrincante Resultado         | Contrincante Resultado | Contrincante Resultado | Contrincante Resultado | Contrincante Resultado | Contrincante Resultado | Rank      |
| --------------- | ------- | ------------------------------ | ---------------------- | ---------------------- | ---------------------- | ---------------------- | ---------------------- | --------- |
| Deyanira Angulo | Singles | Hadia Hosny 18-21, 21-7, 14-21 | Eliminada              | Eliminada              | Eliminada              | Eliminada              | Eliminada              | Eliminada |

### Boxeo
México participó en las tres categorías por primera vez desde Sídney 2000.
| Atleta                  | Evento      | Round 32                 | Round 16                | Cuartos de final        | Semifinal              | Final                  |
| Atleta                  | Evento      | Contrincante Resultado   | Contrincante Resultado  | Contrincante Resultado  | Contrincante Resultado | Contrincante Resultado |
| ----------------------- | ----------- | ------------------------ | ----------------------- | ----------------------- | ---------------------- | ---------------------- |
| Óscar Valdez            | Peso Mosca  | Badar-Uugan Enkhbat 4-15 | Eliminado               | Eliminado               | Eliminado              | Eliminado              |
| Arturo Santos           | Peso Pluma  | Nicholas Okoth 6 - 2     | Alaa Shili 14 - 2       | Khedafi Djelkhir 9 - 14 | Eliminado              | Eliminado              |
| Francisco Vargas Pelaez | Peso Ligero | J. Soloniaina 9 - 2      | Georgian Popescu 4 - 14 | Eliminado               | Eliminado              | Eliminado              |

### Ciclismo
Hombres
| Atleta               | Evento          | Tiempo           | Ranking |
| -------------------- | --------------- | ---------------- | ------- |
| Moisés Aldape Chávez | Carrera en ruta | 6h 28' 8 (+4:19) | 47.º    |

Mujeres
| Atleta                       | Evento          | Tiempo            | Ranking |
| ---------------------------- | --------------- | ----------------- | ------- |
| Alessandra Giuseppina Grassi | Carrera en ruta | 3h 36' 35 (+4:11) | 45°     |

### Clavados
Jashia Luna compitió en sus terceros Juegos Olímpicos.
Paola Espinosa, Laura Sánchez y Rommel Pacheco en sus segundos.
| Atleta         | Eventos                    | Preliminar | Preliminar | Semifinal | Semifinal | Semifinal      | Semifinal | Final     | Final     | Final          | Final    |
| Atleta         | Eventos                    | Puntos     | Posición   | Puntos    | Posición  | Puntos totales | Posición  | Puntos    | Posición  | Puntos totales | Posición |
| -------------- | -------------------------- | ---------- | ---------- | --------- | --------- | -------------- | --------- | --------- | --------- | -------------- | -------- |
| Yahel Castillo | Trampolín individual 3 m.  | 480.65     | 3.º        | 504.55    | 4.º       |                |           | 462.10    | 7.º       |                | 7.º      |
| Rommel Pacheco | Plataforma individual 10 m | 465.45     | 9.º        | 453.80    | 9.º       |                |           | 460.20    | 8.º       |                | 8.º      |
| Germán Sánchez | Plataforma individual 10 m | 399.35     | 22.º       | Eliminado | Eliminado | Eliminado      | Eliminado | Eliminado | Eliminado | Eliminado      | 22.º     |

Mujeres
| Atleta                       | Eventos                      | Preliminar | Preliminar | Semifinal | Semifinal | Semifinal      | Semifinal | Final     | Final     | Final          | Final     |
| Atleta                       | Eventos                      | Puntos     | Posición   | Puntos    | Posición  | Puntos totales | Posición  | Puntos    | Posición  | Puntos totales | Posición  |
| ---------------------------- | ---------------------------- | ---------- | ---------- | --------- | --------- | -------------- | --------- | --------- | --------- | -------------- | --------- |
| Jashia Luna                  | Trampolín individual 3 m.    | 276.85     | 17.º       | 287.35    | 16.º      | 564.2          | 16.º      | Eliminada | Eliminada | Eliminada      | Eliminada |
| Laura Sánchez Soto           | Trampolín individual 3 m.    | 334.35     | 5.º        | 314.40    | 12.º      | 648.75         | 12.º      |           |           | 312.25         | 10.º      |
| Paola Espinosa               | Plataforma individual 10 m   | 343.60     | 7.º        | 400.75    | 2.º       | 744.35         | 2.º       |           |           | 380.95         | 4.º       |
| Tatiana Ortiz                | Plataforma individual 10 m   | 345.70     | 6.º        | 349.50    | 5.º       | 695.30         | 5.º       |           |           | 343.60         | 5.º       |
| Paola Espinosa Tatiana Ortiz | Plataforma sincronizada 10 m |            |            |           |           |                |           | 330.06    |           |                |           |

### Esgrima
Mujeres
| Atleta                  | Evento           | Round 64                  | Round 32               | Round 16               | Cuartos de final       | Semifinal              | Final                  |
| Atleta                  | Evento           | Contrincante Resultado    | Contrincante Resultado | Contrincante Resultado | Contrincante Resultado | Contrincante Resultado | Contrincante Resultado |
| ----------------------- | ---------------- | ------------------------- | ---------------------- | ---------------------- | ---------------------- | ---------------------- | ---------------------- |
| Angélica Larios Delgado | Sable individual | Araceli Navarro Laso 4-15 | Eliminada              | Eliminada              | Eliminada              | Eliminada              | Eliminada              |

### Gimnasia

#### Artística
Mujeres
| Atleta         | Event             | Aparato | Aparato | Aparato | Aparato | Calificación | Calificación | Final     | Final     |
| Atleta         | Event             | Salto   | Piso    | Barras  | Viga    | Total        | Ranking      | Total     | Ranking   |
| -------------- | ----------------- | ------- | ------- | ------- | ------- | ------------ | ------------ | --------- | --------- |
| Maricela Cantú | Concurso completo | 14.175  | 14.025  | 12.625  | 12.700  | 53.525       | 56.º         | Eliminada | Eliminada |

### Halterofilia
Mujeres
| Atleta                   | Evento | Fragmento | Fragmento | Tirón     | Tirón   | Total | Ranking |
| Atleta                   | Evento | Resultado | Ranking   | Resultado | Ranking | Total | Ranking |
| ------------------------ | ------ | --------- | --------- | --------- | ------- | ----- | ------- |
| Luz Mercedes Acosta      | 63 kg  | 103       |           | 120       |         | 223   | 8.º     |
| Damaris Gabriela Aguirre | 75 kg  | 109       |           | 136       |         | 245   | 3º      |

### Hípica
Adiestramiento
| Atleta            | Caballo | Evento     | Round 1   | Round 1  | Round 2   | Round 2  | Round 2         | Round 2  | Final     | Final    | Final     | Final    |
| Atleta            | Caballo | Evento     | Resultado | Posición | Resultado | Posición | Resultado total | Posición | Resultado | Posición | Resultado | Posición |
| ----------------- | ------- | ---------- | --------- | -------- | --------- | -------- | --------------- | -------- | --------- | -------- | --------- | -------- |
| Bernadette Pujals | Vincent | Individual | 69.250    | 12.º     | 71.000    | 6.º      |                 |          | 72.350    | 11.º     | 71.675    | 9.º      |

Salto individual
| Atleta             | Caballo           | Evento     | Round 1 | Round 1  | Round 2 | Round 2 | Round 2  | Round 3   | Round 3   | Round 3   | Final     | Final     | Final     | Final     | Final     | Final    |
| Atleta             | Caballo           | Evento     | Round 1 | Round 1  | Round 2 | Round 2 | Round 2  | Round 3   | Round 3   | Round 3   | Round A   | Round A   | Round B   | Round B   | Total     | Total    |
| Atleta             | Caballo           | Evento     | Multa   | Posición | Multa   | Total   | Posición | Multa     | Total     | Posición  | Multa     | Posición  | Multa     | Posición  | Multa     | Posición |
| ------------------ | ----------------- | ---------- | ------- | -------- | ------- | ------- | -------- | --------- | --------- | --------- | --------- | --------- | --------- | --------- | --------- | -------- |
| José Chedraui      | Don Porfirio      | Individual | 1       | 14.º     | 8       | 9       | 22.º     | 8         | 17        | 23.º      | No avanzó | No avanzó | No avanzó | No avanzó | No avanzó | 40.º     |
| Federico Fernández | Zorro             | Individual | 1       | 14.º     | 9       | 10      | 26.º     | 14        | 24        | 33.º      | 12        | 29.º      | No avanzó | No avanzó | No avanzó | 29.º     |
| Enrique González   | Frida             | Individual | 9       | 52.º     | 16      | 25      | 51.º     | No avanzó | No avanzó | No avanzó | No avanzó | No avanzó | No avanzó | No avanzó | No avanzó | 51º      |
| Alberto Michán     | Chinobampo Lavita | Individual | 12      | 64.º     | 9       | 21      | 32.º     | 25        | 46        | 47.º      | 12        | 29.º      | No avanzó | No avanzó | No avanzó | 29.º     |

Salto en equipo
| Atleta                                                               | Caballo     | Evento | Final 1 | Final 1  | Final 2   | Final 2        | Final 2   |           |
| Atleta                                                               | Caballo     | Evento | Multas  | Posición | Nultas    | Multas totales | Posición  |           |
| -------------------------------------------------------------------- | ----------- | ------ | ------- | -------- | --------- | -------------- | --------- | --------- |
| De: José Chedraui Federico Fernández Enrique González Alberto Michán | Como arriba | Equipo | 98169   | 11.º     | No avanzó | No avanzó      | No avanzó | No avanzó |

### Judo
Hombres
| Atleta                 | Evento | Preliminar              | Round 32               | Round 16               | Cuartos de final       | Semifinal              | Primer Repechaje Round | Repechaje Cuartos de final | Repechaje Semifinal    | Final                  |
| Atleta                 | Evento | Contrincante Resultado  | Contrincante Resultado | Contrincante Resultado | Contrincante Resultado | Contrincante Resultado | Contrincante Resultado | Contrincante Resultado     | Contrincante Resultado | Contrincante Resultado |
| ---------------------- | ------ | ----------------------- | ---------------------- | ---------------------- | ---------------------- | ---------------------- | ---------------------- | -------------------------- | ---------------------- | ---------------------- |
| Arturo Martínez Rivera | 100 kg | Franck Martial Moussima | Eliminado              | Eliminado              | Eliminado              | Eliminado              | Eliminado              | Eliminado                  | Eliminado              | Eliminado              |

Mujeres
| Atleta           | Evento | Preliminar             | Round 32               | Round 16               | Cuartos de final       | Semifinal              | Primer Repechaje Round | Repechaje Cuartos de final | Repechaje Semifinal    | Final                  |
| Atleta           | Evento | Contrincante Resultado | Contrincante Resultado | Contrincante Resultado | Contrincante Resultado | Contrincante Resultado | Contrincante Resultado | Contrincante Resultado     | Contrincante Resultado | Contrincante Resultado |
| ---------------- | ------ | ---------------------- | ---------------------- | ---------------------- | ---------------------- | ---------------------- | ---------------------- | -------------------------- | ---------------------- | ---------------------- |
| Vanessa Zambotti | +78 kg | BYE                    | BYE                    | Karina Bryant 21 - 1   | Maki Tsukada 0 - 100   |                        | Anne Sophie Mondiere   | Eliminada                  | Eliminada              | Eliminada              |

### Lucha
Libre de hombres
| Atleta                  | Evento  | Calificación         | 1/8 de final         | Cuartos de final     | Semifinal            | Repechaje Round 1    | Repechaje Round 2    | Final                |
| Atleta                  | Evento  | Opposición Resultado | Opposición Resultado | Opposición Resultado | Opposición Resultado | Opposición Resultado | Opposición Resultado | Opposición Resultado |
| ----------------------- | ------- | -------------------- | -------------------- | -------------------- | -------------------- | -------------------- | -------------------- | -------------------- |
| Larry Michael Langowski | −120 kg | Fardin Masoumi 0-6   | Eliminado            | Eliminado            | Eliminado            | Eliminado            | Eliminado            | Eliminado            |

### Natación
| Hombres - 100 m marisposa - Juan José Veloz 53.58 (45.º) - 200 m marisposa - Juan José Veloz 1:57.32 (23.º) - 10 km en aguas abiertas - Luis Ricardo Escobar 1:53:47.90 (18.º) | Mujeres - 100 m espalda - Fernanda González 1:02.76 (35.º) - 200 m espalda - Fernanda González 2:14.64 (28.º) - 100 m braza - Adriana Rebeca Marmolejo 1:10.73 (31.º) - 200 m braza - Adriana Rebeca Marmolejo 2:28.10 (22.º) - 400 m libre - Charetzeni Susana Escobar 4:11.99 (20.º) - 400 m combinados - Charetzeni Susana Escobar 4:47.32 (30.º) - 800 m libre - Charetzeni Susana Escobar 8:33.51 (18.º) - 10 km en aguas abiertas - Imelda Martínez Gómez 2:01:07.90 (20.º) |

### Natación sincronizada
| Atleta                                        | Evento | Rutina técnica | Rutina técnica | Rutina libre (Preliminar) | Rutina libre (Preliminar) | Rutina libre (Preliminar) | Rutina libre (Preliminar) | Rutina libre (Final) | Rutina libre (Final) | Rutina libre (Final) | Rutina libre (Final) |
| Atleta                                        | Evento | Puntos         | Posición       | Puntos                    | Posición                  | Puntos totales            | Posición                  | Puntos               | Posición             | Puntos totales       | Posición             |
| --------------------------------------------- | ------ | -------------- | -------------- | ------------------------- | ------------------------- | ------------------------- | ------------------------- | -------------------- | -------------------- | -------------------- | -------------------- |
| Mariana Aneth Cifuentes Blanca Isabel Delgado | Dueto  | 42.334         | 19.º           | 42.834                    | 17º                       | 85.168                    | 19.º                      | Eliminadas           | Eliminadas           | Eliminadas           | Eliminadas           |

### Pentatlón moderno
Hombres
| Atleta              | Disparo | Vaya | Nado | Montar | Carrera | Puntos Totales | Posición |
| ------------------- | ------- | ---- | ---- | ------ | ------- | -------------- | -------- |
| Óscar Soto Carrillo | 988     | 880  | 1236 | 1160   | 1156    | 5420           | 8.º      |

Mujeres
| Atleta                | Disparo | Vaya | Nado | Montar | Carrera | Puntos Totales | Posición |
| --------------------- | ------- | ---- | ---- | ------ | ------- | -------------- | -------- |
| Karla Marlene Sánchez | 1168    | 808  | 1152 | 1020   | 1008    | 5156           | 28.º     |

### Piragüismo

#### Piragüismo en aguas tranquilas
Hombres
| Atleta                                              | Event0     | Heats     | Heats    | Semifinal | Semifinal | Final     | Final     |
| Atleta                                              | Event0     | Tiempo    | Posición | Tiempo    | Posición  | Tiempo    | Posición  |
| --------------------------------------------------- | ---------- | --------- | -------- | --------- | --------- | --------- | --------- |
| José Everardo Cristóbal Quirino                     | C-1 1000 m | 4:15.280" | 6.º      | 4:04.267" | 6.º       | Eliminado | Eliminado |
| Dimas Camilo Cortés José Everardo Cristóbal Quirino | C-2 500 m  | 1:54.090" | 8.º      | 1:48.853" | 9.º       | Eliminado | Eliminado |
| Dimas Camilo Cortés José Everardo Cristóbal Quirino | C-2 1000 m | 3:51.684" | 6.º      | 3:49.695" | 7.º       | Eliminado | Eliminado |
| Manuel Cortina Martínez                             | K-1 500 m  | 1:40.626  | 4.º      | 1:48.333  | 7.º       | Eliminado | Eliminado |
| Manuel Cortina Martínez                             | K-1 1000 m | 3:41.433" | 7.º      | 3:43.017  | 7.º       | Eliminado | Eliminado |

### Remo
Gabriela Huerta compitió en sus segundos Juegos Olímpicos.
Fue la primera aparición en el scull individual varonil desde Sídney 2000.
Hombres
| Atleta(s)       | Evento           | Heats     | Heats    | Repechaje | Repechaje | Cuartos de final | Cuartos de final | Semifinal | Semifinal | Final    | Final    |
| Atleta(s)       | Evento           | Tiempo    | Posición | Tiempo    | Posición  | Tiempo           | Posición         | Tiempo    | Posición  | Tiempo   | Posición |
| --------------- | ---------------- | --------- | -------- | --------- | --------- | ---------------- | ---------------- | --------- | --------- | -------- | -------- |
| Patrick Loliger | Scull individual | 7' 22.55" | 3°       |           |           | 7' 04.30"        | 4.º              | 7' 15.53" | 1.º       | 7' 3.97" | 15.º     |

Mujeres
| Atleta(s)                  | Evento             | Heats     | Heats    | Repechaje | Repechaje | Cuartos de final | Cuartos de final | Semifinal | Semifinal | Final  | Final    |
| Atleta(s)                  | Evento             | Tiempo    | Posición | Tiempo    | Posición  | Tiempo           | Posición         | Tiempo    | Posición  | Tiempo | Posición |
| -------------------------- | ------------------ | --------- | -------- | --------- | --------- | ---------------- | ---------------- | --------- | --------- | ------ | -------- |
| Gabriela Huerta Lila Pérez | Ligero scull doble | 7' 11.71" | 4.º      | 7:41.97   | 4.º       |                  |                  |           |           | 1.º    | 13.º     |

### Taekwondo
Hombres
| Atleta                   | Evento | Round 16                 | Cuartos de final       | Semifinal                | Repechage Cuartos de final | Repechage Semifinal    | Final                        | Posición  |
| Atleta                   | Evento | Contrincante Resultado   | Contrincante Resultado | Contrincante Resultado   | Contrincante Resultado     | Contrincante Resultado | Contrincante Resultado       | Posición  |
| ------------------------ | ------ | ------------------------ | ---------------------- | ------------------------ | -------------------------- | ---------------------- | ---------------------------- | --------- |
| Guillermo Pérez Sandoval | −58 kg | Michael Harvey 3 - 2     | Rohullah Nikpai 2 - 1  | Chutchawal Hawlaor 3 - 1 |                            |                        | Yulis Gabriel Mercedes 1 - 1 |           |
| Idulio Islas Gómez       | −68 kg | Isah Adam Mohammad 2 - 2 | Eliminado              | Eliminado                | Eliminado                  | Eliminado              | Eliminado                    | Eliminado |

Mujeres
| Atleta                     | Evento | Round 16                | Cuartos de final          | Semifinal              | Repechage Cuartos de final | Repechage Semifinal    | Final                  | Posición |
| Atleta                     | Evento | Contrincante Resultado  | Contrincante Resultado    | Contrincante Resultado | Contrincante Resultado     | Contrincante Resultado | Contrincante Resultado | Posición |
| -------------------------- | ------ | ----------------------- | ------------------------- | ---------------------- | -------------------------- | ---------------------- | ---------------------- | -------- |
| María del Rosario Espinoza | +67 kg | Khaoula Ben Hamza 4 - 0 | Karolina Kedzierska 4 - 2 | Sarah Stevenson 4 - 1  |                            |                        | Nina Solheim 3 - 1     |          |

### Tenis de Mesa
Mujeres
| Atleta       | Evento  | Round Preliminar       | Round 1                | Round 2                | Round 3                | Round 4                | Cuartos de final       | Semifinal              | Final                  |
| Atleta       | Evento  | Contrincante Resultado | Contrincante Resultado | Contrincante Resultado | Contrincante Resultado | Contrincante Resultado | Contrincante Resultado | Contrincante Resultado | Contrincante Resultado |
| ------------ | ------- | ---------------------- | ---------------------- | ---------------------- | ---------------------- | ---------------------- | ---------------------- | ---------------------- | ---------------------- |
| Yadira Silva | Singles | Andrea Bakula 0-4      | Eliminada              | Eliminada              | Eliminada              | Eliminada              | Eliminada              | Eliminada              | Eliminada              |

### Tiro
Hombres
| Atleta                | Evento         | Calificación | Calificación | Final     | Final     | Posición  |
| Atleta                | Evento         | Resultado    | Posición     | Resultado | Posición  | Posición  |
| --------------------- | -------------- | ------------ | ------------ | --------- | --------- | --------- |
| Roberto José Elías    | 10 m air rifle | 590          | 25°          | Eliminado | Eliminado | Eliminado |
| José Luis Sánchez     | 10 m air rifle | 591          | 24.º         | Eliminado | Eliminado | Eliminado |
| Ariel Mauricio Flores | Skeet          | 68           | 26.º         | 111       | 27.º      | 27.º      |

Mujeres
| Atleta         | Evento                     | Calificación | Calificación | Final     | Final     | Posición |
| Atleta         | Evento                     | Resultado    | Posición     | Resultado | Posición  | Posición |
| -------------- | -------------------------- | ------------ | ------------ | --------- | --------- | -------- |
| Natalia Zamora | 50 m rifle tres posiciones | 569          | 36.º         | Eliminada | Eliminada | 36.º     |

### Tiro con arco
Hombres
| Atleta             | Evento     | Round     | Round           | Round 64                     | Round 32               | Round 16               | Cuartos de final        | Semifinal              | Final                  | Final    |
| Atleta             | Evento     | Resultado | Cabeza de serie | Contrincante Resultado       | Contrincante Resultado | Contrincante Resultado | Contrincante Resultado  | Contrincante Resultado | Contrincante Resultado | Posición |
| ------------------ | ---------- | --------- | --------------- | ---------------------------- | ---------------------- | ---------------------- | ----------------------- | ---------------------- | ---------------------- | -------- |
| Juan René Serrano  | Individual | 679       | 1               | Joseph Muaausa(64) 116-88    | Daniel Morillo 112-111 | Maksim Kunda 110-106   | Victor Wunderle 113-106 | Park Kyung-Mo 112-115  | Bair Badenov 110-115   | 4°       |
| Luis Ernesto Vélez | Individual | 660       | 24              | Victor Wunderle (41) 102-106 | Eliminado              | Eliminado              | Eliminado               | Eliminado              | Eliminado              | 52.º     |

Mujeres
| Atleta                  | Evento     | Round     | Round           | Round 64                           | Round 32                     | Round 16                        | Cuartos de final       | Semifinal              | Final                  | Final    |
| Atleta                  | Evento     | Resultado | Cabeza de serie | Contrincante Resultado             | Contrincante Resultado       | Contrincante Resultado          | Contrincante Resultado | Contrincante Resultado | Contrincante Resultado | Posición |
| ----------------------- | ---------- | --------- | --------------- | ---------------------------------- | ---------------------------- | ------------------------------- | ---------------------- | ---------------------- | ---------------------- | -------- |
| Mariana Avitia Martínez | Individual | 641       | 20              | Son Hye Yong (45) 112-107          | Malgorzata Cwienczek 110-109 | Khatuna Narimanidze (4) 109-108 | Un Sil Kwon (5) 99-105 | Eliminada              | Eliminada              | 8º       |
| Aida Nabila Román       | Individual | 646       | 12              | Veronique D'Unienville (53) 108-97 | Viktoriya Kova 110-109       | Un Sil Kwon (5) 100-105         | Eliminada              | Eliminada              | Eliminada              | 13.º     |

### Triatlón
Hombres
| Atleta                     | Evento     | Nado  | Ciclismo | Carrera | Total      | Posición |
| -------------------------- | ---------- | ----- | -------- | ------- | ---------- | -------- |
| Francisco Serrano Plowells | Individual | 18:56 | 58:08    | 36:42   | 1:54:46.09 | 44º      |

Mujeres
| Atleta                 | Evento     | Nado  | Ciclismo | Carrera  | Total    | Posición |
| ---------------------- | ---------- | ----- | -------- | -------- | -------- | -------- |
| Faviola Adriana Corona | Individual | 21:16 | Abandonó | Abandonó | Abandonó | N/A      |

### Vela
Hombres
| Atleta             | Evento    | Carrera | Carrera | Carrera | Carrera | Carrera | Carrera | Carrera | Carrera | Carrera | Carrera | Carrera   | Resultado | Posición |
| Atleta             | Evento    | 1       | 2       | 3       | 4       | 5       | 6       | 7       | 8       | 9       | 10      | M         | Resultado | Posición |
| ------------------ | --------- | ------- | ------- | ------- | ------- | ------- | ------- | ------- | ------- | ------- | ------- | --------- | --------- | -------- |
| David Mier y Terán | Sailboard | 16.º    | 5.º     | 17.º    | 6.º     | 12.º    | 29.º    | 23.º    | 22.º    | 4.º     | 25.º    | No avanzó | 130       | 17º      |

Mujeres
| Atleta               | Evento       | Carrera | Carrera | Carrera | Carrera | Carrera | Carrera | Carrera | Carrera | Carrera | Carrera | Carrera   | Resultado | Posición |
| Atleta               | Evento       | 1       | 2       | 3       | 4       | 5       | 6       | 7       | 8       | 9       | 10      | M         | Resultado | Posición |
| -------------------- | ------------ | ------- | ------- | ------- | ------- | ------- | ------- | ------- | ------- | ------- | ------- | --------- | --------- | -------- |
| Demita Vega de Lille | Sailboard    | 23.º    | 23.º    | 25.º    | 25.º    | 17.º    | 21.º    | 20.º    | 19.º    | 19.º    | 26.º    | No avanzó | 190       | 23º      |
| Tania Elías Calles   | Laser Radial | 27.º    | 25.º    | 29.º    | 13.º    | 15.º    | 16.º    | 7.º     | 3.º     | 1.º     |         | No avanzó | 107       | 13.º     |

### Voleibol

#### Playa
Mujeres
| Atleta                                   | Evento | Round preliminar                                                                           | Posición | Round 16               | Cuartos de final       | Semifinal              | Final                  |
| Atleta                                   | Evento | Contrincante Resultado                                                                     | Posición | Contrincante Resultado | Contrincante Resultado | Contrincante Resultado | Contrincante Resultado |
| ---------------------------------------- | ------ | ------------------------------------------------------------------------------------------ | -------- | ---------------------- | ---------------------- | ---------------------- | ---------------------- |
| Bibiana Candelas Mayra García Semilla 21 | Dobles | Talita - Renata 1-2 Karantasiou - Arvaniti 2-1 Schwaiger - Schwaiger 0-2 Nila - Ingrid 1-2 | 17º      | Eliminadas             | Eliminadas             | Eliminadas             | Eliminadas             |